# Лариос, Хиомара
Хиомара Сесилия Лариос Торуньо (исп. Xiomara Cecilia Larios Toruño; род. 15 ноября 1958, Манагуа) — никарагуанская легкоатлетка, выступавшая в беге на короткие и средние дистанции; спортивный функционер. Участница летних Олимпийских игр 1980 года, двукратный бронзовый призёр Центральноамериканских игр 1986 и 1990 годов.

## Биография
Хиомара Лариос родилась 15 ноября 1958 года в никарагуанском городе Манагуа.
Была рекордсменкой Никарагуа в беге на 400 метров (55,89 секунды), беге на 800 метров (2 минуты 7,1 секунды) и беге на 1500 метров (4.46,1).
В 1980 году вошла в состав сборной Никарагуа на летних Олимпийских играх в Москве. В беге на 400 метров заняла в четвертьфинальном забеге последнее, 7-е место с результатом 1 минута 1,50 секунды, уступив 8,69 секунды попавшей в полуфинал с 3-го места Росице Стаменовой из Болгарии. Также была заявлена в беге на 200 метров, но не вышла на старт. Была знаменосцем сборной Никарагуа на церемонии открытия Олимпиады.
Дважды выигрывала бронзовые медали Центральноамериканских игр: в 1986 году в Гватемале в беге на 800 метров, в 1990 году в Тегусигальпе — в эстафете 4х400 метров.
C 2000-х годов занимает пост президента Федерации лёгкой атлетики Никарагуа.